# Нордио, Чезаре
Чезаре Нордио (итал. Cesare Nordio; 1891, Триест — 1977, Болонья) — итальянский композитор, музыкальный педагог, организатор.
Учился в Милане и Лейпциге, защитил диплом по композиции и контрапункту у Макса Регера. После участия в Первой мировой войне в качестве добровольца — преподавал в консерваториях Триеста и Палермо, а в 1925 г. возглавил кафедру композиции в одной из наиболее престижных итальянских консерваторий — болонской. К началу 1920-х гг. относилась и первая заметная работа Нордио-композитора — цикл из трёх симфоний под общим названием «Поэма Брюгге» (итал. Il Poema di Bruges; 1922).
В 1934 г. Нордио стал директором Болонской консерватории, в 1948 г. сменил этот пост на аналогичный в консерватории Больцано, которую возглавлял до 1962 г. В этот период им был основан Конкурс пианистов имени Бузони, проходивший с 1949 г. ежегодно. После отставки Нордио на некоторое время возглавил Каирскую консерваторию (1964—1967).
В музыкальном наследии Нордио представлена симфоническая, хоровая, камерная музыка. Он также опубликовал несколько исследований, посвящённых творчеству Сезара Франка, Виотти и др.